# Odbojka na OI 1984.
Odbojka na Olimpijskim igrama u Los Angelesu 1984. godine uključivala je natjecanje muških i ženskih momčadi.

## Osvajači medalja
|       | Zlato | Srebro | Bronca |
| Muški | SAD Douglas Dvorak David Saunders Steven Salmons Paul Sunderland Richard Duwelius Steve Timmons Craig Buck Mark Waldie Christian Marlowe Aldis Berzins Patrick Powers Karch Kiraly | Brazil Renan dal Zotto William Carvalho da Silva Fernando d'Àvila Mário Xandó de Oliveira Neto Bernardo Rocha de Rezende Ruy Campos do Nascimento Marcus Vinicius Simòes Freire Domingos Lampariello Neto José Montanaro Bernard Rajzman Antônio Carlos Gueiros Ribeiro | Italija Fabio Vullo Piero Rebaudengo Amauri Ribeiro Paolo Vecchi Andrea Lucchetta Pier Paolo Lucchetta Marco Negri Guido de Luigi Giovanni Errichiello Giovanni Lanfranco Franco Bertoli Francesco Dall'Olio Giancarlo Dametto |
| Žene  | Kina Jan Liang Ling Zu Ju-Zu Hou Ksiao-Lan Zou Ksi-Lan Jang Huihuan Su Jing Jiang Jan-Jun Li Ksiao-Jun Jang Mei-Zu Zeng Rong-Fang Zang Ping Lang                                   | SAD Paula Weishoff Susan Woodstra Rita Crockett Laura Flachmeier Carolyn Becker Flora Hyman Rose Magers Julie Vollertsen Debbie Green Kimberly Ruddins Jeanne Beauprey Linda Chisholm                                                                                   | Japan Jumi Egami Norie Hiro Mijoko Hirose Kjoko Išida Joko Kagabu Juko Mitsuja Keiko Mijadžima Kimi Morita Kumi Nakada Emiko Odaka Sačiko Otani Kajoko Sugijama                                                                |